# Dryocampa rubicunda
Dryocampa rubicunda, ружичасти јаворов мољац, је мали северноамерички мољац из породице Saturnidea, такође познат и као велики свилени мољац. Први га је описао Јохан Кристијан Фабрицијус 1793. године. Ова врста позната је по свом вунастом телу и ружичасто жутој боји, која може бити све од крем или беле до светло ружичасте или жуте.  Мужјаци имају гушће антене од женки, помоу којих осете женске феромоне за парење. 
Као што уобичајено име врсте говори, преферирана стабла домаћина су јаворова стабла. Одрасле женке полажу своја жута јајашца у групама од 10 до 40 на доњој страни листова јавора.   Гусенице које се појављују, познате и као зеленопругасти јаворови црви, углавном се хране лишћем јавора домаћина, посебно црвеног јавора, сребрног јавора и шећерног јавора . Јер гусенице поједу целу лисну плочу, у густим популацијама, познато је да гусенице дефолирају дрвеће, што доводи до естетског, а н
е трајног оштећења. Међутим, као и сви други сатурнидски мољци, одрасли мољци не једу. 